# 小鹿田焼技術保存会
小鹿田焼技術保存会（おんたやきぎじゅつほぞんかい）は、大分県日田市にある、小鹿田焼の窯元によって構成される団体である。1995年（平成7年）に工芸技術としての小鹿田焼が重要無形文化財に指定された際、当保存会が重要無形文化財の保持団体に認定されている。

## 概要
小鹿田焼の窯元は代々長子相続で技術を伝え、弟子を取らなかったため、開窯以来の伝統的な技法がよく保存されている。現存する10軒の窯元は全て、開窯時から続く柳瀬家、黒木家、坂本家の子孫にあたる。10軒の窯元では、共同で土採りを行ったり、作品に個人銘を入れることを慎むなど、小鹿田焼の品質やイメージを守る取り組みを行っている。

## 重要無形文化財の保持団体
大分県日田市皿山地区の在来の小鹿田焼の窯元10軒により構成される団体で、文化財保護法第71条の規定に基づき、1995年（平成7年）に重要無形文化財の保持団体に認定された。
陶芸分野の重要無形文化財の保持団体の認定は、ほかに佐賀県有田の色絵磁器である柿右衛門（濁手）の「柿右衛門製陶技術保存会」、色鍋島の「色鍋島今右衛門技術保存会」がある。